# Cellule géante de type Langhans
Ne doit pas être confondu avec Cellule de Langerhans ou Îlot de Langerhans.
 (septembre 2022).
Si vous disposez d'ouvrages ou d'articles de référence ou si vous connaissez des sites web de qualité traitant du thème abordé ici, merci de compléter l'article en donnant les références utiles à sa vérifiabilité et en les liant à la section « Notes et références ».
La cellule géante de type Langhans est une cellule secondaire à la fusion de cellules épithélioïdes. Elle comporte de multiples noyaux arrangés en périphérie « en couronne ou en fer à cheval ». Cette cellule présente une activité phagocytaire importante, on la trouve constamment dans la tuberculose.